# 黒松村
黒松村（くろまつむら）は、島根県那賀郡にあった村。現在の江津市の一部にあたる。

## 地理
- 海洋：日本海[1]

## 歴史
- 1889年（明治22年）4月1日、町村制の施行により、那賀郡黒松村が単独で村制施行し、黒松村が発足[1][2]。
- 1951年（昭和26年）4月1日 - 那賀郡都治村、邇摩郡波積村と合併し那賀郡江東村を新設して廃止された[1][2]。

### 地名の由来
八束水臣津命がこの地を船で通過した時、「松黒き所」と語ったことによる。

## 産業
- 漁業[1]。漁業の不振により出稼ぎが増加した[1]。

## 交通

### 鉄道
- 1918年（大正7年）- 浜田線（山陰本線）仁万～浅利間が開通。黒松駅開業[1]。